# 白瀧酒造
白瀧酒造株式会社，於安政2年(1855年)創業。當時的湯澤是連接越後與江戶間往來的城鎮，白瀧酒造的第一代湊屋藤助開設了旅店，使用湯澤的湧泉水釀製清酒。酒鋪成為來往旅人及商人的休息地。明治中期1894年，第三代的藤三郎從寺泊町野積一帶朝聘杜氏，引進泉流釀酒。白，意味湯澤白雪的純淨；瀧，源於流入湊屋的不動瀑布 (不動の滝)。

## 企業理念
以道家老子:「上善若水，水善利萬物而不爭。」作為白瀧酒造及其品牌「上善如水」的宗旨。

## 經營历史
| 年份   | 事件                                     |
| ------ | ---------------------------------------- |
| 1855年 | 成立白瀧酒造株式會社                     |
| 1868年 | 設立品牌-湊川                            |
| 1894年 | 將品牌改為白瀧                           |
| 1994年 | 榮獲全國清酒品評會榮譽獎項               |
| 1966年 | 榮獲清酒品評會關東信越支部的首席優等獎座 |
| 1967年 | 白瀧酒造株式會社改組                     |
| 1989年 | 設立品牌-上善如水                        |

## 主要商品

### 上善如水
白瀧酒造以「水」為出發，表達雖然水是無色無味的表現，在自然界中卻能伸縮自如，自由展現其個性，作為白瀧酒造的品牌及理念。
- 上善如水 純米大吟釀
- 上善如水 熟成純米吟釀
- 上善如水 純米吟釀
- 上善如水 純米吟釀生酒
- 上善如水 Sparkling Sake[2]

### 湊屋藤助
以白瀧酒造的第一代湊屋藤助命名，2017年榮獲全國燗酒高級燗酒金賞。

### 魚沼
- 魚沼淡麗純米酒
以越後湯澤的湧泉水製作出醇厚的純米酒。2017年榮獲全國燗酒實惠燗酒最高金賞。[3]
- 魚沼辛口純米酒
以越後湯澤的軟水製作，經過適度的熟成，釀製出爽口的純米酒。
- 魚沼濃醇純米酒
精米步合80%，不過分削減酒米，展現米的原味。2017年榮獲IWC銀牌[4]，2018年榮獲全國燗酒高級燗酒金賞。[5]

### 宣機の一本
由2018年就任的松本宣機杜氏(釀酒師)製作。精米步合35％，經過低溫發酵製作出以釀酒師命名的純米大吟釀。

### 白瀧純米
是以「白瀧」命名的酒款，除了越後湯澤當地外，很少在外流通。

### 12月份的上善如水
日本四季分明，依季節延展出了24個節氣。日本人依著季節變化調整飲食與慶祝節日。因此白瀧酒造按著季節變化推出了12月份酒。

## 外部連結
- 白瀧酒造株式会社（日本） （页面存档备份，存于）（日語）
- 地酒蔵元會-白瀧酒造株式会社（日本） （页面存档备份，存于）（日語）
- 新潟県【南魚沼・湯沢の魅力】白瀧酒造（しらたきしゅぞう） （页面存档备份，存于）